# 拉莫特雷克環礁
拉莫特雷克環礁是西太平洋島國密克羅尼西亞聯邦的環礁，屬於加羅林群島的一部分，位於埃拉托環礁以東約9公里，由3個島嶼組成，土地面積0.982平方公里，潟湖面積31.51平方公里，最高點海拔高度2米，2000年人口373。

## 外部連結
- Entry at Oceandots.com （页面存档备份，存于）
- Lamotrek Site on Triton Films （页面存档备份，存于）